# Izoriani
Gli Izoriani (ižoralaine) sono un gruppo etnico indigeno dell'Ingria. Molti Izoriani oggi vivono nelle regioni occidentali dell'Ingria, tra il fiume Narva e il fiume Neva.
Nel 1989 furono censiti 820 Izoriani, dei quali 302 parlavano la lingua d'origine, detta lingua ingriana, della famiglia delle lingue finno-ugriche. Secondo il censimento russo del 2002 vi erano 327 Izoriani in Russia. La lingua, che è correlata alla lingua careliana, è usata principalmente dalle persone anziane. Oggi, è considerata una lingua prossima all'estinzione.
Gli Izoriani sono generalmente appartenenti Chiesa ortodossa, mentre gli altri gruppi etnici dell'Ingria, come i Finlandesi d'Ingria, sono luterani.